# MS Azura
Le MS Azura est un bateau de croisière appartenant à la société P&O Cruises, construit à Monfalcone par le chantier italien Fincantieri. Il a été mis en service en avril 2010.

Il a comme sister-ship le MS Ventura, mis en service en 2008. À eux deux, ils forment une sous-classe, la classe Ventura (design modifié), de la classe Grand class.

## Histoire
Il est actuellement le plus grand navire de la flotte de P&O Cruises. Il a été lancé en avril 2010 par la ballerine Darcey Bussell.
Ce paquebot a été contrôlé le 29 mars 2018 dans le port de Marseille. Le fioul utilisé dépassant la teneur limite en soufre des normes européennes anti-pollution (1,68 %,contre 1,50 % autorisé au maximum depuis une ordonnance de 2015 pour les navires transportant des passagers en Méditerranée), son capitaine a été renvoyé devant le tribunal correctionnel de Marseille ,, une telle infraction étant relevée pour la première fois en France.